# 가쿠마가와정
가쿠마가와정(角間川町)은 아키타현 히라카군에 있던 정이다.

## 지리
오모노강 하구에서 66km 떨어진 요코테 분지의 거의 중앙에 위치하며, 분지의 서쪽을 흐르는 오모노가와 강과 그 지류인 요코테가와 강이 합류하는 지점에 위치한다. 전 지역이 거의 평탄한 충적지이다. 

## 역사
중세에는 롯코성(六郷城)에 본거지를 둔 롯코씨(六郷氏) 휘하의 하타에씨(幡江氏)가 지배하는 마을이었다는 기록이 있다.
사타케씨가 데바국에 입성할 때 히라가군・오카츠군(平鹿郡・雄勝郡)의 영주였던 오노데라(小野寺)씨의 구신(郷士[주석2])이 구보타 번(久保田藩)의 허가를 받아 개척한 마을로 근세 마을의 이름은 '카쿠마가와(角間川)신전촌(角間川新田村)'이다. 쿠보타 번정 아래에는 선창(내륙 수운의 항구)으로 가쿠마가와 선창(가쿠마가와항)이 있어 요코테 분지의 서쪽과 동쪽을 각각 북쪽으로 흐르는 오모노가와 유역 및 요코테가와 유역의 미곡과 물자가 모여들었다. 이 지역의 물산은 오모물가와 수운을 통해 구보타 성하마을, 쓰치사키항(모두 아키타시)과 연결되어 서회항로를 통해 주로 상행으로 운반되었다. 주요 반출품은 쌀, 반입품은 소금과 설탕 등 다양했다. 또한 상류의 작은 배와 하류의 큰 배의 환적지로도 번창하여 상업도 발달했다. 에도시대 중기부터 후기에 걸쳐 '가쿠마가와성인'이라 불리는 유학자 오치아이 히가시츠키(落合東堤)가 나타나 사숙 '守拙亭(수조정)'을 열었다. 인접한 후지키무라(藤木村)의 야케이(八圭)는 유흥가로 발전했으며, 이 마을의 다이보(大保)에는 뱃사공들이 많이 거주했다.
게이오 4년(1868년)에 시작된 무신전쟁의 아키타 전투에서 격전지 중 하나가 되었다
가쿠마가와 선창의 전성기는 오우본선 개통 전인 1892년(메이지 25년) 무렵으로, 뱃길로 인해 유력한 지주들이 배출되었고, 1894년(메이지 27년) 당시에는 마을에서 지가 1만 엔 이상의 지주가 6명에 달했다.
그러나 1905년 오우본선 전선 개통 이후 육상 운송이 주류가 되면서 가와항은 점차 쇠퇴하여 다이쇼(大正)시대에는 과거의 모습을 거의 찾아볼 수 없게 되었다.
- 1889년 4월 1일 - 정촌제 시행과 함께 가마마가와촌이 성립하였다. 당시 가구 수는 661가구, 인구는 3,446명이었다.
- 1896년 7월 16일 - 정으로 승격해 가쿠마가와정이 되었다.
- 1955년 4월 1일 - 오마가리시(현 다이센시)에 편입해 폐지되었다.

## 교통
마을에는 철도가 다니지 않고, 국철 오우본선 이이즈메역이 동쪽으로 약 4km 떨어진 곳에 있었다.